# 山豬肉粉蝨
山豬肉粉蝨（学名：Taiwanaleyrodes meliosmae）为粉蝨科臺灣粉蝨屬下的一个种。